# STS-95
STS-95 – dwudziesta piąta misja amerykańskiego wahadłowca kosmicznego Discovery i dziewięćdziesiąta druga programu lotów wahadłowców.
Uczestniczący w misji Pedro Duque został pierwszym Hiszpanem, który odbył lot orbitalny. Jednocześnie był to drugi lot dla Johna Glenna – pierwszego Amerykanina na orbicie.

## Załoga
źródło
- Curtis L. Brown (5)*, dowódca
- Steven W. Lindsey (2), pilot
- Scott E. Parazynski (3), specjalista misji 1
- Stephen K. Robinson (2), specjalista misji 2
- Pedro Duque (1), specjalista misji 3 (ESA) (Hiszpania)
- Chiaki Mukai (2), specjalista ładunku 1 (NASDA) (Japonia)
- John Glenn (2), specjalista ładunku 2

*(liczba w nawiasie oznacza liczbę lotów odbytych przez każdego z astronautów, wliczając STS-95)

## Parametry misji
- Masa:
  - startowa orbitera: ? kg
  - lądowania orbitera: 103 322 kg
  - ładunku: 11 130 kg
- Perygeum: 550 km
- Apogeum: 561 km
- Inklinacja: 28,45°
- Okres orbitalny: 96 min

## Cel misji
Lot naukowy z laboratorium Spacehab-RSM, powrót na orbitę pierwszego amerykańskiego astronauty Johna Glenna (Program Mercury „Friendship 7” w lutym 1962 r.) w wieku 77 lat. Umieszczono na orbicie, a po dwóch dniach przechwycono satelitę Spartan 201, który prowadził badania korony słonecznej. Był to piąty lot tego odzyskiwalnego satelity.